# 三國題材藝術列表
- 關於三国题材电子游戏艺术，請見「三国题材电子游戏列表」。

三國歷史內容吸引人，有許多題材做成影视藝術，本表收录电影、电视剧、动漫作品。

## 影视作品

### 电影

#### 中国大陆電影
- 《定军山》，由谭鑫培主演的电影，1905年播映。
- 《美人计》，陆洁、朱瘦菊、王元龍、史东山导演，1927年播映。
- 《貂蟬》，由卜万苍执导的电影，1938年播映。
- 《三国志：关公》，由陈道明 、侯少奎、王文有、 赵彦民等主演的电影，1989年播映。
- 《赤壁》与《赤壁Ⅱ：決戰天下》，吳宇森執導，梁朝偉、金城武、林志玲、張豐毅、趙薇、張震、胡軍、中村獅童等主演，上下部分別在2008年和2009年上映。
- 《钟繇》，由廖京生、吴广林等主演，数字电影，CCTV-6制作，2011年央视电影频道播映。
- 《銅雀台》，由周潤發、劉亦菲、玉木宏、蘇有朋、伊能靜、邱心志、姚櫓、倪大宏等主演，2012年播映。

#### 台湾电影
- 《貂蟬与吕布》由胡家琛、李嘉执导的台湾电影，1967年播映。
- 《洛神传》，由吕秀菱、张佩华、云中岳等主演的台湾电影，1982年播映。
- 《一代枭雄曹操》与《诸葛孔明》，由柯俊雄、刘永、刘家辉、午马、谷峰、惠天赐、茹萍等主演的台湾电影，上下部分别在1999年播映。

#### 香港电影
- 《左慈戏曹（英语：The Witty Sorcerer）》，由黎北海执导并主演的香港电影，1931年播映。
- 《左慈戏曹》，由汪福庆执导的香港电影，1941年播映。
- 《貂蝉》由李翰祥执导，由林黛、赵雷、罗维等主演的香港电影，1958年播映。
- 《神通术与小霸王》，由張徹執導，程天赐、赵国主演的香港电影，1983年播映。
- 《三国之忍者源流》，由張徹執導，董志华、穆立新主演的香港电影，1993年播映。
- 《三國志之見龍卸甲》，由劉德華、洪金寶、李美琪、吳建豪、安志杰、狄龍等主演的香港电影，2008年播映。
- 《关云长》，由甄子丹、姜文、王柏杰、邵兵、董勇等主演的香港电影，2011年播映。
- 《真·三国无双》，由古天乐、杨祐宁、王凯、刘嘉玲、韩庚、古力娜扎等主演的香港电影，2021年播映。

#### 日本电影
- 《新解釋·三國志》（日語：新解釈・三國志）是一部2020年上映的日本電影，由福田雄一編劇和執導，大泉洋主演。

### 电视剧

#### 中国大陆電視劇
- 《诸葛亮》，由李法曾、李宗翰主演，1985年出品。
- 《桃园三结义之刘关张传奇》，由李靖飞领衔主演，1989年出品。
- 《孙权轶事》，由徐晓东、涂凌等主演，1993年出品。
- 《关公》，由张山、樊志起、胡庆士等主演，1993年出品。
- 《三國演義》，由孫彥軍、唐國強、鮑國安、吳曉東、陆树铭、李靖飞等主演，1994年央视出品。
- 《乱世·妖后》，由寻建建、沈保平、修庆、吴广林等主演，上下部分別在1998年出品。
- 《曹操》，由姚橹、于和伟、果静林、黄志忠等主演，1999年出品。
- 《吕布与貂蝉（英语：List of media adaptations of Romance of the Three Kingdoms）》，由陈凯歌执导，由黄磊、陈红、傅彪、德力格尔、邵峰、聂远等主演，2001年出品。
- 《卧龙小诸葛》，由任泉、杨梅、阮丹宁、于和伟、释小龙、巍子等主演，2001年出品。
- 《貂蝉》，由张敏、吕良伟、樊志起、李靖飞、张山等主演，2002年出品。
- 《曹操与蔡文姬》，由濮存昕、剧雪、宁静等主演，2002年出品。
- 《武圣关公》，由王英权、田海蓉等主演，2004年出品。
- 《三國》，由于和偉、陸毅、陳建斌、張博、倪大紅等主演，2010年安徽卫视出品。
- 《廉石传奇》，由罗嘉良、赵文瑄、于荣光等主演，2010年制作，2011年出品。
- 《洛神》，由李依晓、李进荣、杨洋、张迪等主演，2013年出品。
- 《曹操》，由赵立新、古巨基、韩雪、龚洁等主演，2015年出品。
- 《半为苍生半美人》，由李依晓、何晟铭、李宗翰等主演，2015年出品。
- 《武神赵子龙》，由林更新、林允儿、严屹宽、高以翔、古力娜扎等主演，2016年出品。
- 《大軍師司馬懿之军师联盟》与《军师联盟2：虎嘯龍吟》，由吳秀波、于和偉、王洛勇、丁海峰、王伯昭等主演，上下部分别在2017年出品。
- 《三國機密之潛龍在淵》，由馬天宇、韓東君、萬茜、汪小敏、董潔、王陽明、董璇等主演，2018年出品。
- 《风起陇西》，由陈坤、白宇、李光洁、俞灏明、尹铸胜等主演，2022年出品。
- 《少爷和我》（第八集：“城”家立业），由张哲华、詹鑫、蒋龙等主演，2024年出品。

#### 台湾電視劇
- 《貂蝉》，由潘迎紫、顾冠忠、寇世勋主演，1988年中视播映。
- 《关公》，由张复建、龙隆、赵树海、李兴文、勾峰、秦风、岳翎等主演，1996年华视播映。
- 《终极三国》，由陈德修、陈乃荣、修杰楷等主演，2009年民视播映。

#### 香港电视剧
- 《洛神》，鄭少秋、苗金鳳主演，1975年TVB播映。
- 《三国春秋》，梁天、胡枫、潘志文主演，1976年丽的电视出品。
- 《诸葛亮》，由郑少秋、米雪、何家劲、罗乐林主演，1985年亚视出品。
- 《貂蝉》，由利智、王伟、汤镇宗主演，1987年亚视出品。
- 《医神华佗》，由林文龙、黄日华、尹扬明主演，2000年TVB播映。
- 《洛神》，由马浚伟、郭羡妮、蔡少芬、陈豪、刘丹等主演，2002年TVB播映。
- 《回到三国》，由马国明、李国麟、林峯、罗乐林、敖嘉年等主演，2012年TVB播映。

### 网络剧
- 《终极三国》，优酷视频出品，2017年播映。

### 短剧
- 《无双大军师》（原名：三国之无双军师），短剧，2023年播映。
- 《指尖无双》，短剧，2024年播映。

### 特摄
- 《三国志 (布袋戏)》，日本NHK电视台制作，1982年播映。
- 《梦想三国》，腾讯视频出品，韩国教育广播公司制作，2016年播映。

## 动漫作品

### 动画
老夫子魔界夢戰記
- 《高羽荣 三国志（朝鲜语：고우영 삼국지）》（1980）
- 《三國志》：日本電視台撥放的動畫節目
  - 《三国志I》（1985）
  - 《三国志II 飞翔的英雄们》（1986）
- 《横山光辉 三国志》（1991）
- 《三国志》：日本東映上映的電影三部曲
  - 《三國志 第一部 英雄的黎明》（1992）
  - 《三國志 第二部 燃烧的长江》（1993）
  - 《三國志 完結篇 遥远的大地》（1994）
- 《一騎當千》（2003）
- 《鋼鐵三國志》（2007）
- 《蒼天航路》（2007）
- 《三国演义》（2009）
- 《SD高達三國傳》（2010）
- 《侍灵演武》（2016）
- 《三国演义(3D动画)》（2017）

### 3D特摄作品
- 《SD超級戰隊機器人 未來三國傳》